# Белочела лястовица
Белочела лястовица (Petrochelidon pyrrhonota) е вид птица от семейство Лястовицови (Hirundinidae).

## Разпространение и местообитание
Разпространен е в Американските Вирджински острови, Антигуа и Барбуда, Аржентина, Аруба, Барбадос, Бахамските острови, Белиз, Бермудските острови, Боливия, Бразилия, Британските Вирджински острови, Венецуела, Гваделупа, Гватемала, Доминика, Доминиканската република, Еквадор, Кайманови острови, Канада, Колумбия, Коста Рика, Куба, Малки далечни острови на САЩ, Мартиника, Мексико, Монсерат, Никарагуа, Панама, Парагвай, Перу, Пуерто Рико, Салвадор, САЩ, Сейнт Винсент и Гренадини, Сейнт Китс и Невис, Сейнт Лусия, Сен Пиер и Микелон, Тринидад и Тобаго, Търкс и Кайкос, Уругвай, Фолкландски острови, Хаити, Хондурас и Чили.